# 교통카드
교통카드(交通card)는 대중 교통 수단의 운임과 유료 도로의 통행료를 지불할 때 주로 사용되는 일종의 전자화폐다. 자기띠를 탑재한 카드 형식 또는 적외선으로 통신하는 것도 있으나 내장된 IC칩에 의한 비 접촉식 스마트카드가 주로 이용되고 있다. 대한민국에서는 1996년 7월 1일 서울특별시 시내버스에서 공식 도입된 버스카드가 최초의 교통카드이며 이후 1998년 2월 3일 부산광역시 시내버스와 도시 철도에서 공식 도입된 부산 하나로카드를 비롯해서 경기도, 인천광역시, 대구광역시, 대전광역시 등 여러 지방에서 교통카드가 사용되고 있다.

## 시스템 구성

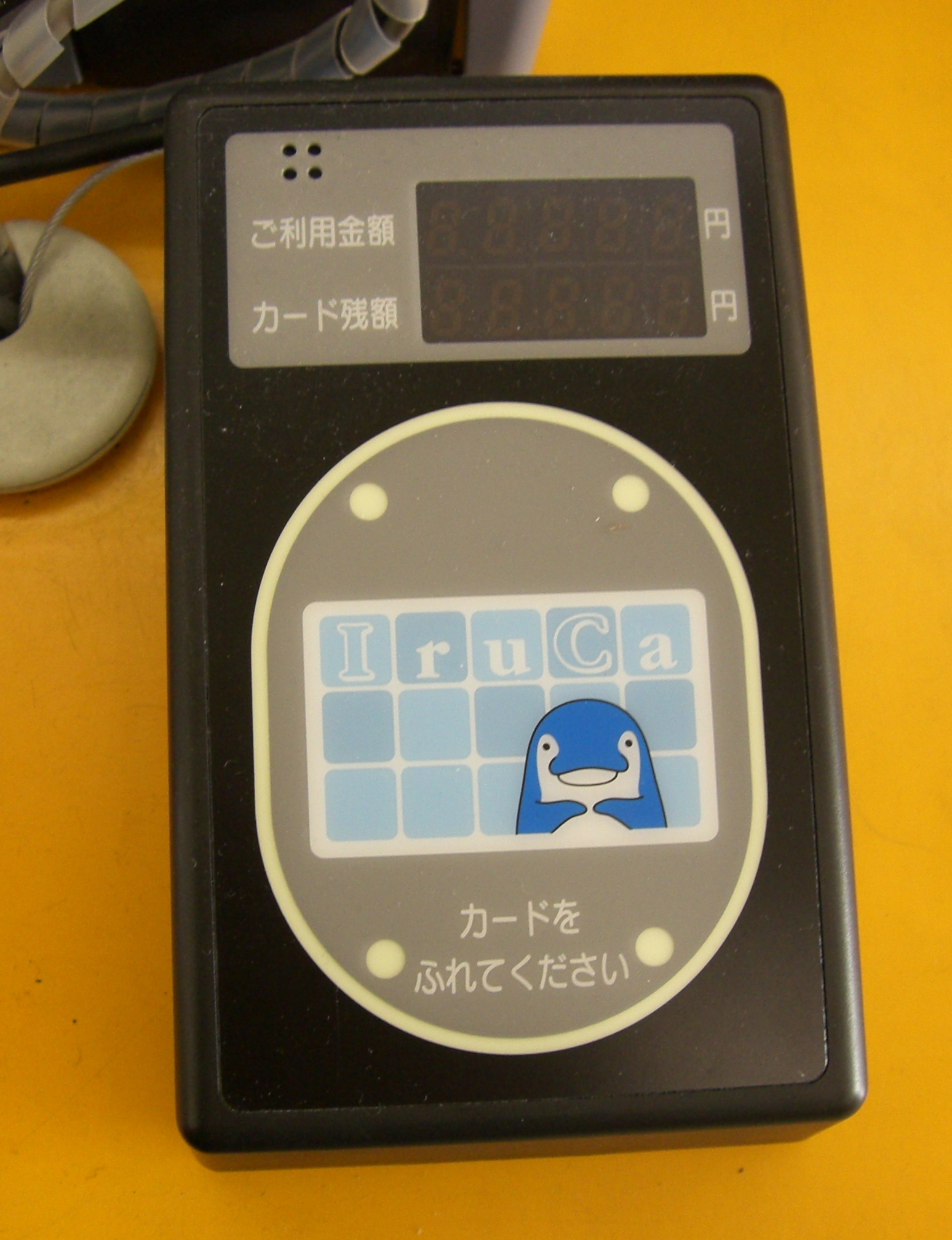
교통 카드 시스템은 크게 사용자 카드, 단말기, 중앙 처리 시스템으로 구성된다.

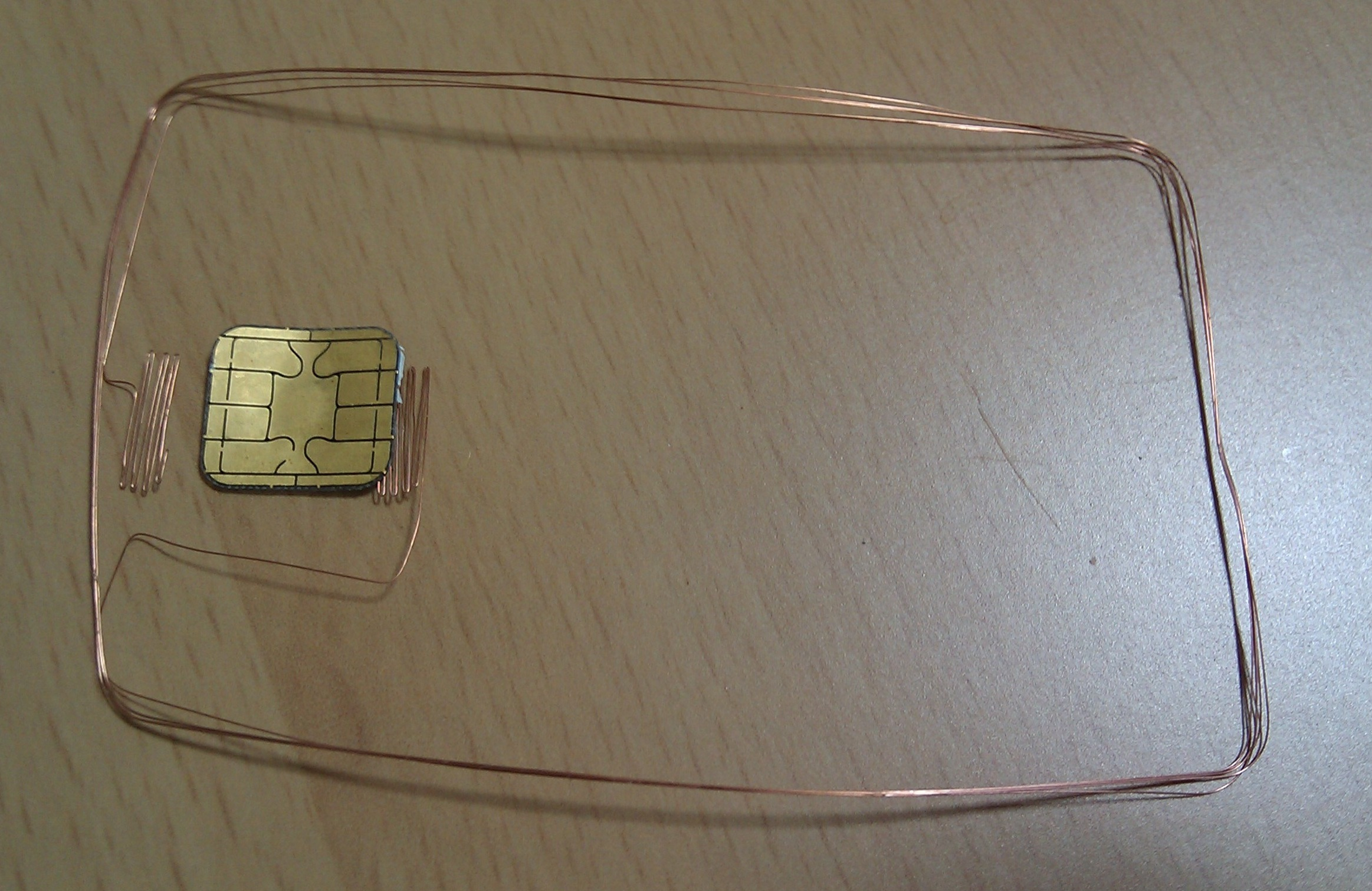
일부 현금IC카드 겸용 교통카드를 분해한 사진. 카드 외부로 드러난 접촉식 전자화폐용 IC칩과 통합된 콤비형이다. Paywave·Paypass 신용카드, 하이패스(카드), 케이캐쉬 등에 적용되어 있다.

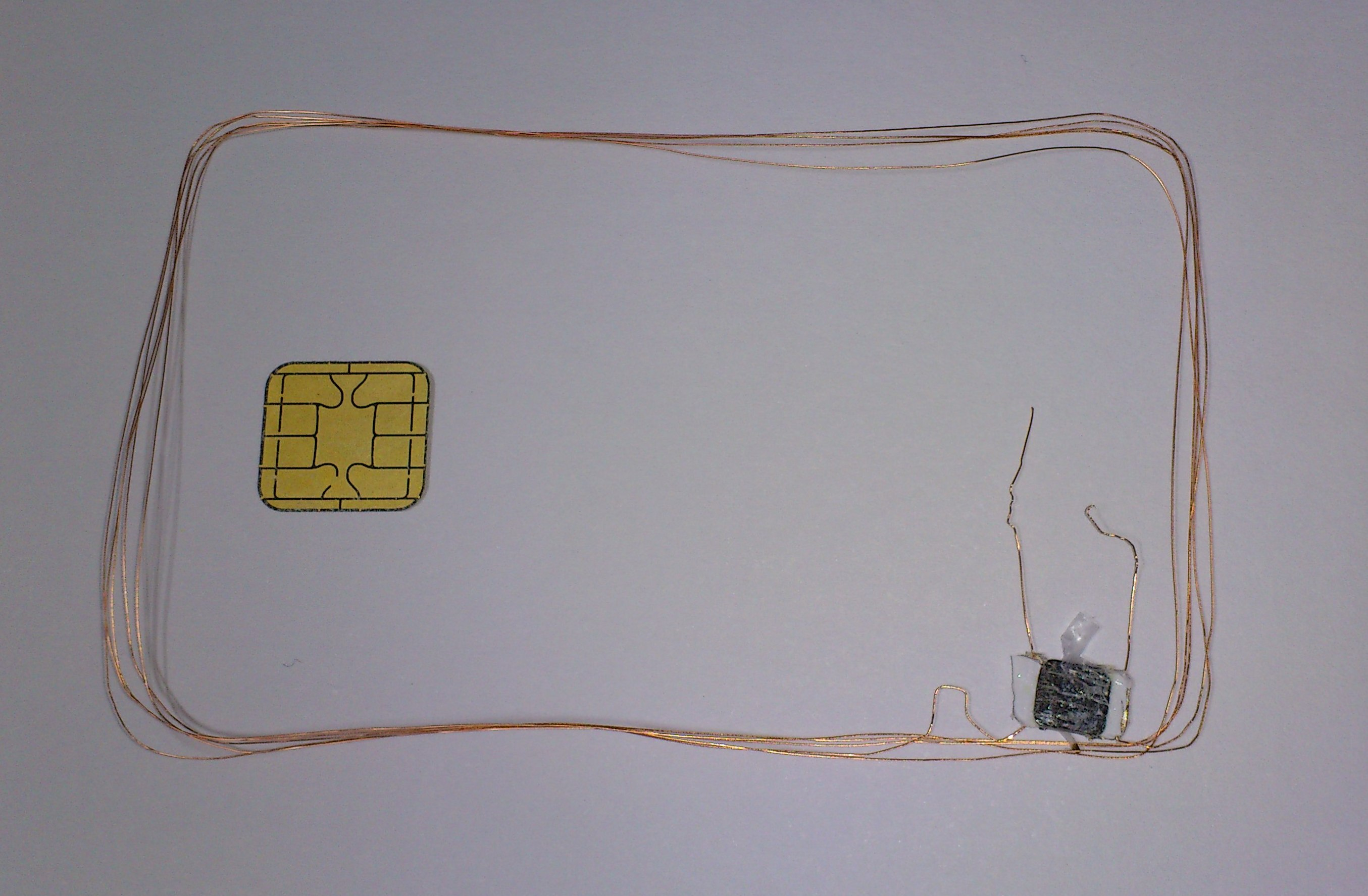
일부 Payon 기능이 있는 신용카드 겸용 교통카드를 분해한 사진. 카드 외부로 드러난 접촉식 전자화폐용 IC칩과 비접촉식 전자화폐용 IC칩이 별도로 존재하는 하이브리드형이다.

교통 카드를 이용한 요금 정산 시스템은 크게 다음의 세 가지로 이루어진다. 흔히 사용자가 접하게 되는 것은 사용자 카드와 단말기이며, 독립적으로 사용되는 자기띠 방식의 교통 카드에서는 중앙 처리 시스템이 없는 경우도 있다. 사용자 카드 발급자와 단말기 제조자, 중앙 처리 시스템 운영자는 사정에 따라 같을 수도 있으나 다른 경우가 거의 대부분이다.
- 사용자 카드 : 잔액 정보와 일부 사용자 정보를 저장하고 있는 램, 플래시 메모리, 중앙 처리 장치와 운영 체제 및 전력 공급 및 통신용 안테나를 탑재한 비 접촉식 스마트카드이다.[1] 카드만으로도 사용할 수 있는 경우가 대부분이나, 안테나가 내장되어 있지 않아 별도의 수신기 또는 휴대 전화의 SIM 카드 형태[2] 도 있다.
- 단말기 : 사용자 카드와 정보를 교환하고, 거래 내역을 중앙 처리 시스템으로 전송한다. 스마트카드를 이용하는 단말기에는 사용자 카드에 전류를 유도하여 정보를 보내는 유도 코일, 사용자 카드에서 발신하는 정보를 수신하는 수신 코일, 발신·수신 정보를 처리하는 처리 장치, 저장 장치와 보안 응용 모듈(SAM)이 내장되어 있다. 단말기에 탑재된 보안 응용 모듈의 종류에 따라 인식하여 통신할 수 있는 카드의 종류가 결정된다.
- 중앙 처리 시스템 : 전체 시스템의 거래 내역을 처리하고 저장한다. 이 정보는 각 운송 회사, 소매점, 또는 신용 카드 회사와 거래 내역을 정산할 때 쓰이며, 사용자에게 거래 내역을 제공하는 데 쓰이기도 한다. 제공되는 정보의 내용은 간단한 거래 일시와 회사 이름, 거래 금액에서부터 초 단위의 거래 일시와 거래 위치까지 다양하며, 제공되는 정보의 한계에 대해서는 어느 누구도 규제하고 있지 않다. 사업자가 전자금융거래법에 따라 전자금융업자로 등록된 경우에는 거래 내역을 반드시 제공하도록 규정되어 있다.[3]

## 이용

이용 방법

가장 널리 쓰이는 비접촉식 교통카드는, 단말기 가까이에 카드를 가져다 대면 단말기의 코일에 의해 발생된 자기장에 의해 카드 내부의 안테나에 전류가 유도되어, 이 전력을 이용해 중앙 처리 장치에서 연산이 이루어진 후 자동으로 통신 과정이 이루어진다. 카드 내부에 별도의 배터리가 없어도 되는 이유이기도 하다.
단말기와 카드 사이의 통신이 끝나기 전에 카드를 떼거나, 단말기 근처에서 카드를 흔들거나, 카드를 구부리면 오류가 발생하거나 장비가 고장나기도 한다.
일부 접촉식 교통카드는 인식기에 꽂아서 정보를 교환한다. 부산 도시철도 교통카드 보충기의 디지털 마이비카드의 충전 시스템이 이에 해당하며, 충전소가 제한된 까닭에 접촉식 교통카드는 더 이상 생산하고 있지 않다.

## 장점 및 단점
장점
- 현금을 소지할 필요가 없다. 따라서 매번 거스름돈을 받거나 승차권을 구입하지 않아도 된다.
- 휴대와 사용이 간편하다.

단점
- 카드가 쉽게 구부러지며, 카드가 구부러지거나 손상될 시 정보 전송에 실패하거나 망가질 수 있다.
- 사용 기록이 노출되면 원치 않게 사생활이 드러날 수 있다.
- MIFARE Classic 규격의 경우 정보 보안에 취약하여 쉽게 카드를 해킹할 수 있다.
- 선불형 교통카드의 경우, 분실시 잔액을 환불받을 수 없다. 이런 단점을 보완한 '교통 안심카드'가 있지만 유통 결제, 택시 결제가 불가능하다.
- 일부 국가에서는 EMV 토큰을 후불교통카드로 활용하지만 MIFARE Classic 규격인 payOn과 호환이 되지 않아 불편이 생길수 있다.

## 대한민국교통카드의 역사
1996년 7월 1일 서울특별시의 시내버스에서 버스카드가 공식적으로 사용되기 시작한 것이 시초이다. 다만 수도권 지하철의 경우 교통카드 시스템이 바로 구축되지 않았고 1997년 5월 KB국민카드의 후불 패스카드 시스템이 도입되었다. 이처럼 서울특별시의 경우 시내버스에만 충전식 교통카드 시스템이 도입되고 지하철은 후불식 교통카드 시스템이 도입되었기 때문에 하나의 교통카드로 모든 대중교통을 이용할 수는 없었는데, 이러한 측면에서 볼 경우 1998년 2월 3일에 공식 상용화된 부산광역시의 하나로카드가 최초의 버스-지하철 통합 교통카드라고 할 수 있다.
서울특별시의 버스카드는 2000년 1월 20일부터 수도권 지하철에서 호환이 개시되었으며 2000년 6월 5일부터는 국민 패스카드로도 서울시내버스를 이용할 수 있게 되면서 본격적인 통합교통카드 시대가 열리게 되었다. 서울과 부산에서 교통카드 시스템이 도입된 이후 경기도, 인천광역시, 대구광역시, 대전광역시, 광주광역시 등의 지방에서 교통카드가 상용화되기 시작하여 현재 상당수 지역에서 교통카드가 사용되고 있다.
서울특별시 및 경기도의 버스카드는 필립스사(현재는 반도체 부문이 독립한 NXP세미컨덕터 제품)의 비접촉식 스마트카드 솔루션인 MIFARE를 도입하면서 이뤄졌으며, 보급형 티머니, 서울교통카드 등 수도권 교통카드에서 MIFARE의 파생형이 사용된 적이 있다(MIFARE Standard가 보급형 티머니, MIFARE Ultralight가 1회용 교통카드에 사용). MIFARE 시스템은 1994년에 발표된 비접촉식 카드 솔루션으로 구형 유패스(서울교통카드)에 도입한 것이다. 현재는 소전력 RFID의 세계 규격인 ISO 14443 Type A로 표준화된 상태다..
MIFARE 시스템이 보안성이 취약하다는 단점이 드러남에 따라 현재는 MIFARE 기반 교통카드의 사용을 줄이고 있는 추세이며, 세종특별자치시에서는 MIFARE 교통카드 사용이 불가능하다.

## 표준화 논의
1996년에 RFID를 이용하는 교통 카드가 등장한 이래로 대한민국 내에서는 독자적인 하부 기술을 사용하는 다양한 교통 카드가 발행되었다. 그러나 생활권이 점점 넓어짐에 따라 지역간 이동시 교통 카드를 바꾸어 써야 하는 불편함이 크게 대두되었다.
대중 교통 수단이 직통 운행하는 인접 지역의 경우에는 양방향·단방향 호환 사용을 시행하는 경우도 있으나, 이는 기술적으로 호환이 가능할 때에 한해 가능하다. 이에 따른 소비자의 불편함과 관련 산업의 중복·과잉 투자를 막기 위해 2006년에 대한민국 산업통상자원부에서는 그 동안 전무했던 관련 표준 규격을 제정하였다.
2007년 11월에는 주요 교통 카드 사업자인 한국스마트카드, 마이비카드, 이비카드가 대한민국 산업 규격 표준에 맞춘 교통 카드를 발행하고, 그 이전까지는 기존의 교통 카드를 일부 호환하여 사용할 수 있게 하기로 했다.

## 관련 규정 및 규격
교통 카드를 비롯한 스마트카드의 통신·암호화 방법에 대한 표준은 있으나, 표준 크기 및 재질에 관한 규정은 없다. 다만 지갑에 넣어서 편리하게 휴대할 수 있도록 ISO 7810 ID-1 규격(85.60 × 53.98 mm, 두께 0.76 mm) 또는 ID-00 규격(66 × 33 mm)에 맞게 제작한다. 전자는 보통의 신용 카드와 같은 크기이며, 후자는 소위 ‘미니 카드’ 규격이다. 이 외에도 휴대 전화의 SIM 카드(ISO 7810 ID-000) 규격이나 휴대 전화에 걸 수 있도록 작은 크기로 만들어진 것도 있다.

### 관련 규정
- 전자금융거래법 : 선불식 교통카드 사업자에 해당하는 법률이다.
- 여신전문금융업법 : 후불식 교통카드 사업자(예 : 신한카드, KB국민카드, 삼성카드, 하나카드 등)에 해당하는 법률이다.

### 표준화 규격
- 한국 산업 규격
  - KS X 6923 비접촉식 전자화폐 단말기용 지불 보안응용모듈(SAM) 규격
  - KS X 6924 선불IC카드 : KS X 6923 대응 사용자 카드
  - KS X 6925 선불IC카드용 지불단말기
  - KS X 6926 선불IC카드용 충전단말기
  - KS X 6927 선불IC카드용 충전SAM
- 국제 표준화 기구
  - ISO 7816 스마트카드
  - ISO 14443 비 접촉식 스마트카드

### 응용 기술
- Calypso - 유럽 4개국에서 공동으로 개발하여 유럽 지역에서 쓰이고 있다.
- FeliCa - 소니 사에서 개발한 것으로, 일본 국내 및 아시아·태평양 지역에서 쓰인다.
- MIFARE - 필립스 사에서 개발한 것으로, 국내는 물론이고 전 세계 40여개 국에서도 가장 널리 쓰이는 기술이다.

## 문제점
Mifare 클래식 기술을 이용한 교통카드를 전용 장비를 이용해 해킹하여 잔액을 마음대로 조작할 수 있는 문제점이 있다. Mifare 클래식 기술은 1995년에 국내에 도입된 서울교통카드(구형 유패스)와 보급형 티머니, 구형 이비카드에 적용되어 있으며, 보안 상 허술하다고 알려져 있다. 이미 해당 카드는 2005년, 보급형 티머니를 시작으로 2007년 이후 서울교통카드까지 발급이 중단되었지만 시중에 회수하지 못한 카드가 상당 수 있는 것으로 알려져 있다. 문제점이 기사화되자 담당 부서인 국토교통부는 Mifare 클래식을 적용한 교통카드 충전한도를 50만 원에서 10만 원 이내로 일부 제한하는 방안을 추진하겠다고 밝혔다. 이에 따라 대경교통카드는 최대 충전 잔액을 10만원으로 일부 제한한다고 밝혔다.

## 세계의 교통 카드

### 아시아

#### 대한민국
- 티머니
  - 한꿈이카드
- 한페이
- 이즐
  - 하나로카드
- 하이패스(고속도로 결제시스템)
- 레일플러스
- 원패스

(전국 호환 카드 기준)

#### 일본

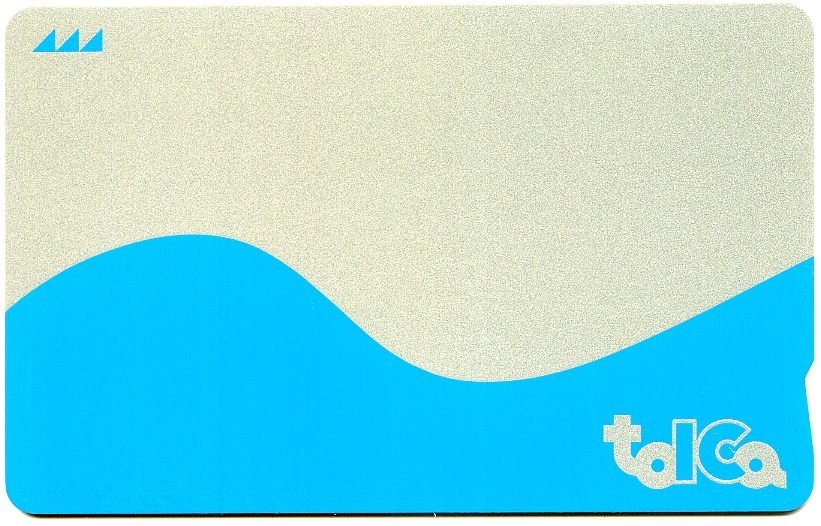
토이카 (JR 도카이)

- 키타카 (Kitaca) - 홋카이도 여객철도(이하 JR홋카이도) 등
- 사피카 (SAPICA) - 삿포로 시 교통국 등
- 이쿠스카 (icsca) - 센다이 시 교통국 등
- 스이카 (Suica) - 동일본 여객철도(이하 JR동일본), 도쿄 모노레일 등
- 파스모 (PASMO) - 도쿄 메트로, 도쿄 도 교통국(우에노 현수선 제외), 게이오 전철, 게이힌 급행 전철, 유리카모메, 도부 철도, 도쿄 급행 전철, 오다큐 전철, 세이부 철도, 요코하마 시 교통국 등 (일부 사업자는 전국 상호 이용에서 제외됨.)
- 토이카 (TOICA) - 도카이 여객철도(이하 JR도카이) 등
- 마나카 (manaca) - 나고야 철도, 나고야 시 교통국, 도요하시 철도 등
- 파스카 (passca) - 도야마 라이트레일
- 에코마이카 (ecomyca) - 도야마 지방 철도
- 이코카 (ICOCA) - 서일본 여객철도(이하 JR서일본), 시코쿠 여객철도(이하 JR시코쿠), 아이노카제토야마 철도 등
- 피타파 (PiTaPa) - 스룻토 KANSAI 가맹 사업자
- 파스피 (PASPY) - 히로시마 지역의 철도·버스·선박 사업자
- 하레카 (Hareca) - 오카야마 전기 궤도·도비 버스·료비 홀딩스(료비 버스)·시모쓰이 전철·우노 자동차
- 이루카 (IruCa) - 다카마쓰코토히라 전기 철도 등
- 스고카 (SUGOCA) - 큐슈 여객철도(이하 JR큐슈) 등
- 하야카켄 (はやかけん) - 후쿠오카 시 교통국 등
- 니모카 (nimoca) - 서일본 철도 등
- 오키카 (OKICA) - 오키나와 도시 모노레일 및 4개의 오키나와 현 버스 사업자

일본의 교통카드는 2015년 3월 기준으로 사피카, 이쿠스카, 파스카, 에코마이카, 파스피, 이루카, 하레카, 오키카 등을 제외한 모든 교통카드 간의 상호이용이 이루어졌다. (단, 피타파 구간은 타교통카드와 교통기능은 호환되지만 물건 구입등의 전자화폐 기능은 호환되지 않는다.)

#### 중화민국
- 이지카드 (EasyCard)
- 아이패스 (iPASS一卡通/iPASS)

#### 중화인민공화국
- 옥토퍼스 카드(八達通/Octopus) - 홍콩
- 상하이 교통카드(上海公共交通卡/Shanghai Public Transportation Card) - 상하이
- 양성통(羊城通/Yang Cheng Tong) - 광저우
- 심천통(深圳通/Shenzhentong) - 선전
- T-Union 교통연합 카드(交通联合卡/T-Union Card) - 중국 200여개 도시에 交通联合 및 T-Union표시가 있는 대중교통 수단에서 사용가능

#### 싱가포르
EZ카드

### 유럽

#### 영국
- 오이스터 카드 (Oyster Card) - 런던
- 이지라이더 (EasyRider) - 노팅엄

#### 이탈리아
- 이티네로 (Itinero) - 밀라노

#### 핀란드
- 버스카드 (Bus Card)

#### 프랑스
- 나비고 (NaviGo) - 파리

### 아메리카

#### 미국
- 스마트링크 (SmartLink) - 뉴욕, 뉴저지
- 찰리카드 (CharlieCard) - 보스턴
- 메트로카드 (MetroCard) - 뉴욕
- 벤트라카드(Ventra) - 시카고
- 브리즈(Breeze) - 애틀랜타

#### 캐나다
- 프레스토 (Presto) - 광역 토론토, 오타와, 해밀턴 지역
- 밴쿠버 : compass card(컴패스카드)

#### 브라질
- 리우카드 (RioCard) - 리우데자네이루

### 오세아니아

#### 뉴질랜드
- 홉 카드 (AT HOP) - 오클랜드
- 스내퍼 (Snapper) - 웰링턴
- 메트로카드 (metrocard) - 크라이스트처치

스내퍼 카드는 안드로이드 휴대폰의 NFC기능을 이용하여 모바일카드로 이용할 수 있다. 단 Semble 심카드와 호환되는 통신사 이용자만 가능하다.

#### 오스트레일리아
- 마이키 (myki) - 멜버른
- 스마트라이더 (SmartRider) - 퍼스
- 고카드 (go card) - 브리즈번
- 오팔카드 (Opal card) - 시드니

## 같이 보기
- RFID